# Jean Baptiste Charles Simon de La Mortière
Pour les articles homonymes, voir Simon.
Jean Baptiste Charles Simon de La Mortière, né le 28 juin 1770 à Versailles (Seine-et-Oise), mort le 20 septembre 1856 à Provins (Seine-et-Marne), est un général français de la Révolution et de l’Empire.

## États de service
Étudiant en droit, Jean Baptiste Charles Simon de La Mortière s’enrôle en 1789, dans la Garde nationale de Versailles, et en 1791, il entre dans le 4e bataillon de volontaires de Seine-et-Oise, dans lequel il est élu capitaine le 19 octobre de la même année. 
Le 23 avril 1792, il renonce à son grade, et passe comme sous-lieutenant dans le 7e bataillon d’infanterie légère (ci-devant Auvergne). De cette époque jusqu’en l’an VIII, il participe à toutes les guerres qui ont lieu en Vendée, où contre les ennemis de la République. Il devient lieutenant le 1er juillet 1792, à la 81e demi-brigade d’infanterie, et il se distingue par son intrépidité pendant le siège de Mayence, ainsi que le 19 septembre 1793, lors du combat de Corfou, où il fait preuve de dévouement et de sang-froid.
Il reçoit son brevet de capitaine le 13 juin 1795, et en 1798, il est désigné pour faire partie de l’expédition d’Irlande, au cours de laquelle, il est fait prisonnier à bord de la frégate « la Belonne » prise par les Anglais. Détenu en Angleterre, il est remis en liberté en 1799, et de retour en France, il est employé comme capitaine adjoint à l’état-major de la 17e division militaire à Paris le 2 novembre 1799. Il prend une part active aux journées des 18 et 19 brumaire, qui changent la face du gouvernement, et il est récompensé des services qu’il a rendus dans cette circonstance, par un sabre d’honneur qui lui est décerné le mois suivant par le premier Consul.
Il est nommé chef de bataillon le 21 avril 1800, et le 22 novembre suivant, il devient aide de camp du général Mortier. Il est fait chevalier de la Légion d’honneur le 24 septembre 1803, et le 3 novembre suivant, il est promu adjudant commandant à l’état-major général de l’armée de Hanovre. Élevé au grade d’officier de la Légion d’honneur le 14 juin 1804, il reprend ses fonctions d’aide de camp du maréchal Mortier, colonel-général de l’artillerie de la Garde impériale, le 24 février 1805.
Il est créé chevalier de l’Empire le 2 novembre 1808, et il est nommé commandant d’armes de seconde classe le 25 juillet 1809. Il est admis à la retraite le 16 août 1811, et appelé à l’emploi d’entreposeur principal des tabacs dans le département du Gard, qui lui rapporte un revenu de 13 500 francs outre sa pension de retraite de 1 200 francs.
Il est remis en activité le 6 janvier 1814, comme commandant de Langres, place qui n’a pour se défendre qu’une garnison de 48 grenadiers ou chasseurs de la vieille Garde, 25 conscrits du 135e régiment d’infanterie de ligne et 12 canons de quatre, sans munitions ni artilleurs pour les servir. Avec ces faibles moyens, il arrête une armée de 40 000 hommes, et par son opiniâtreté et sa bonne constance, il obtient une capitulation honorable après avoir repoussé toutes les tentatives de l’ennemi pour s’emparer de vive force de la place. 
De retour de captivité, il est mis en disponibilité jusqu’au retour de l’Empereur en 1815. Il refuse de servir pendant les Cent-Jours, et ne signe pas l’acte additionnel aux constitutions de l’Empire. Mais lors de l’invasion, il est assez heureux pour préserver Versailles, sa ville natale, des premières fureurs des prussiens, qui viennent de perdre 2 régiments aux portes de la ville. Il obtient du feld-maréchal Blücher, qui se rappela la modération dont le colonel Simon a fait preuve lors de son passe à l’armée de Hanovre, qu’il fasse cesser le désordre et le pillage auxquels se livrent ses troupes.
Fin 1815, il abandonne ce qui lui est dû pour demi-solde obtenue pendant les Cent-Jours, ainsi qu’une année de son traitement d’officier de la Légion d’honneur, mais le gouvernement ne reconnut point comme il aurait dû, de pareils sacrifices, et il reste en non activité. Cependant il est fait chevalier de Saint-Louis le 31 janvier 1816, et il est promu maréchal de camp honoraire le 6 décembre 1820. 
Il est réadmis à la retraite le 4 avril 1821, et confirmé par le roi, des lettres patentes de chevalier qu’il tenait de l’Empereur. Il est fait commandeur de la Légion d’honneur le 30 avril 1833.
Il meurt le 20 septembre 1856, à Provins.

## Armoiries
| Armoiries | Nom du chevalier et blasonnement |
| --------- | --- |
|           | Chevalier Jean Baptiste Charles Simon de La Mortière et de l'Empire, décret du 2 novembre 1808, confirmé par lettres patentes du 24 août 1816, et 28 décembre 1821. D'azur, au chevron de gueules occupant le tiers de l'écu chargé du signe des chevaliers, accompagné en chef à dextre d'une ancre d'argent, à sénestre d'une dextrochère d'argent armé d'une épée de même à poignée d'or et mouvant de sénestre, et en pointe d'une tour crénelée de quatre pièces d'argent, maçonnée de sable - Livrées : bleu, rouge, blanc et jaune. |

## Sources
- A. Lievyns, Jean Maurice Verdot, Pierre Bégat, Fastes de la Légion-d'honneur, biographie de tous les décorés accompagnée de l'histoire législative et réglementaire de l'ordre, Tome 1, Bureau de l’administration, 1842, 654 p. (lire en ligne), p. 169.
- « Cote LH/2521/64 », base Léonore, ministère français de la Culture
- « La noblesse d’Empire » (consulté le 9 décembre 2015)
- Vicomte Révérend, Armorial du premier empire, tome 4, Honoré Champion, libraire, Paris, 1897, p. 253.
- G. Dumont, Bataillons de volontaires nationaux (cadres et historiques), Paris, Charles Lavauzelle, 1914, 494 p. (lire en ligne), p. 322.